# Aeropuerto de Batman
El Aeropuerto de Batman es un aeropuerto en Batman, Turquía (IATA: BAL, OACI: LTCJ). 

## Aerolíneas y destinos
- Turkish Airlines (Ankara, Estambul-Ataturk)

- Datos: Q1163824
- Multimedia: Batman Airport / Q1163824